# 多尔戈耶农村居民点
多尔戈耶农村居民点（俄语：Должанское сельское поселение）是俄罗斯联邦别尔哥罗德州韦伊杰列夫卡区所属的一个农村居民点。其下辖有8个居民点，行政中心为多尔戈耶。据2016年统计，该农村居民点的人口为1122人。